# Ascensione retta
In astronomia, l'ascensione retta (spesso indicato con la sigla AR, o con la prima lettera greca α, o anche RA dalle iniziali della sua traduzione inglese right ascension) è un termine associato al sistema di coordinate equatoriali. L'ascensione retta è analoga alla longitudine, ma proiettata sulla sfera celeste anziché sulla superficie terrestre. Viene definita come distanza angolare fra il meridiano fondamentale (il coluro equinoziale) e il meridiano passante per l'oggetto scelto, misurata lungo il parallelo passante per l'oggetto celeste. Lo zero corrisponde al primo punto d'Ariete (punto dell'equinozio primaverile boreale). L'ascensione retta è misurata in ore, minuti e secondi, corrispondenti alla rotazione terrestre: 24 ore di ascensione retta sono un giro completo. Un'ora equivale a 15 gradi (da notare che l'ascensione retta usa il tempo siderale e non quello civile).
L'ascensione retta può essere usata per trovare la posizione di una stella e per calcolare quanto tempo le occorrerà per trovarsi in un certo punto del cielo. Per esempio, se una stella con AR = 01h 30m 00s si trova su un dato meridiano, una stella con AR = 10h 00m 00s si troverà sullo stesso meridiano in 8 ore e 30 minuti siderali.
A causa dei lenti movimenti della Terra (primo fra tutti la precessione degli equinozi), il sistema di coordinate su cui si basa l'ascensione retta cambia lentamente nel tempo ed è necessario specificare l'epoca astronomica a cui ci si riferisce.